# 亞歷山德里夫卡 (諾夫霍羅德-錫韋爾斯基區)
52°11′6″N 32°54′26″E / 52.18500°N 32.90722°E
亞歷山德里夫卡（烏克蘭語：Олександрівка）是位於烏克蘭北部切爾尼希夫州裏諾夫霍羅德-錫韋爾斯基區的村莊，始建於1800年，面積1.89平方公里，海拔高度172米，2001年人口340，人口密度每平方公里179.9人。